# Analog Rebellion
Analog Rebellion (ранее PlayRadioPlay) — инди-группа является логическим продолжением проекта PlayRadioPlay, неофициально закрытого (точнее будет сказать — всего лишь переименованного) в ноябре 2009 года его создателем, музыкантом Дэном Хантером.

## PlayRadioPlay (2005—2009)
Группа взяла начало в декабре 2005 года. Дэн репетировал в гараже, но очень скоро обнаружил большой потенциал школьного оборудования, открыв для себя Fruity Loops на одном из компьютеров в классе. Спустя какое-то время его композиции становятся популярными благодаря свободному доступу к ним через интернет. Личная страничка Дэна на MySpace просматривалась ежедневно сотнями новоиспеченных поклонников, что дало шанс музыканту заняться творчеством на качественно новом уровне, подписав контракт с музыкальным лейблом Island/Stolen Transmission.
Дебютной пластинкой стал демодиск The Frequency EP (композиция с диска была использована в качестве саундтрека к известному компьютерному симулятору NHL). Полноформатный альбом Texas вышел 18 марта 2008 года, после чего последовал тур в его поддержку с группами Secondhand Serenade и Making April.
После двухлетнего сотрудничества с Island Records, Дэн сообщил о расторжении договора, что было вызвано крайне жёстким подходом компании к распространению композиций с альбома (на myspace-странице были выложены только ознакомительные версии треков). Позже последовала череда заявлений о том, что он приступил к записи нового демодиска, чуть позже это подтвердилось, но в двойном масштабе (речь уже шла о двух демодисках), но последние данные, опубликованные в блоге Хантера свидетельствуют о записи лонгплея, который увидит свет в январе 2010 года. Ancient Electrons (именно так будет именоваться диск) будет включать 15 треков, часть из которых уже выложены для свободного прослушивания самим Дэном. Подобный некоммерческий подход обеспечил музыканта, кроме хорошей репутации, также большим контингентом слушателей.

## Analog Rebellion (2009—…)
5 октября 2009 года в своём блоге музыкант объявил о смене названия, что вызвало в основном удивлённые, а в отдельных случаях и неприветливые, отзывы поклонников. Сам Дэн объясняет такие меры следствием его творческого роста, а также определённой сменой приоритетов и ценностей.

## Дискография

### Релизы под названием PlayRadioPlay!
| Год  | Текст |
| ---- | --- |
| 2007 | The Frequency E.P. - First EP - Released: April 24, 2007 on Stolen Transmission Records - Released under the name PlayRadioPlay! |
| 2008 | Texas - First LP - Released: March 18, 2008 on Island Records - Released under the name PlayRadioPlay!                           |

### Релизы под названием Analog Rebellion
| Год  | Текст |
| ---- | --- |
| 2010 | Ancient Electrons - Second LP - Released: January 26, 2010 independently - First release under the name Analog Rebellion - Cover art contiguous with art of Besides, Nothing                                                      |
| 2010 | Besides, Nothing (B-Sides and Rarities, 2003–2009) - Double disc B-Sides album - Released: January 26, 2010 independently - Last release under the name PlayRadioPlay! - Cover art contiguous with art of Ancient Electrons       |
| 2010 | Cavanaugh, Something (Pre-Sides and Varieties) - Third EP featuring demos and alternate versions of songs - Released: April 22, 2010 independently - Free with any Analog Rebellion online store order - Hand-stenciled album art |
| 2010 | Dogs Are Better Than Cats - Fourth EP featuring mostly acoustic, one-take songs - Announced on July 5, 2010 - Released: October 15, 2010 independently - Cover art by fan Jason Miller                                            |
| 2011 | Evaders - Fifth EP featuring songs recorded in one take - Announced on October 16, 2010 |
| 2013 | Full Frontal - Third LP - Released January 4, 2013 |
| 2013 | Get Bent (B-Sides and Demos, 2010—2012) - Album with demos, b-sides, instrumentals, rough ideas, etc. - Released January 4, 2013                                                                                                  |